# Áreas protegidas da França

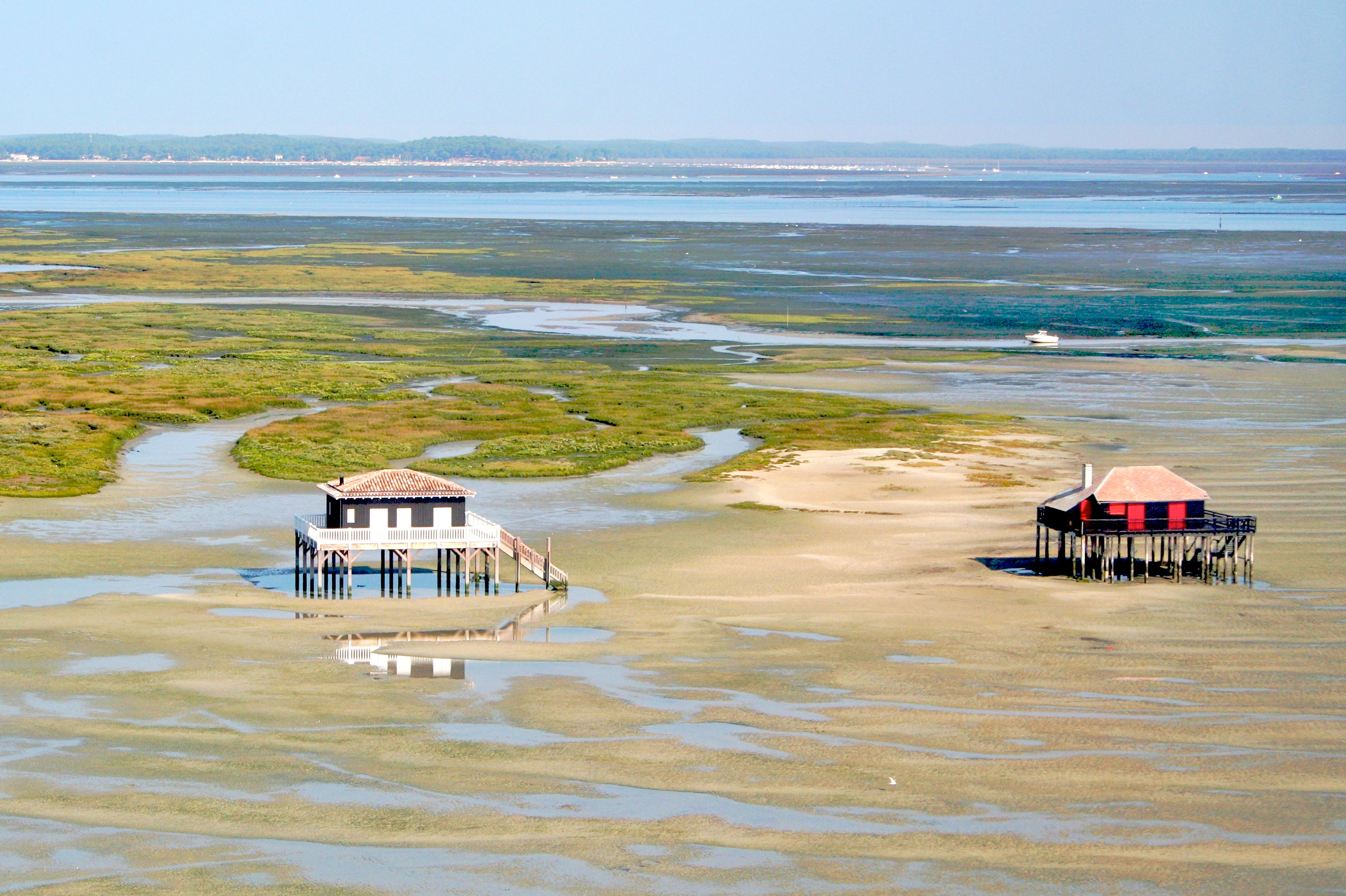
Parque natural marinho da Bacia de Arcachon, uma área protegida francesa

Principais áreas protegidas da França metropolitana. A verde os parques naturais regionais, a vermelho os parques nacionais, e a azul os parques naturais marinhos

As áreas protegidas da França são espaços naturais ou semi-naturais que beneficiam de proteção especial em função do seu valor patrimonial. A legislação francesa não utiliza o termo "áreas protegidas", e sim "espaces protégés" (literalmente, espaços protegidos), um conceito mais amplo do que a noção comumente aceita de áreas protegidas. De maneira geral esses espaços são regulados no Livro III do Código Ambiental francês, que trata dos "Espaces naturels".

## Instrumentos
A França conta com mais de 50 ferramentas de proteção da natureza. Os principais tipos de áreas protegidas do país são:
- forêt de protection (florestas de proteção);
- parc national (parques nacionais);
- parc naturel régional (parques naturais regionais)
- réserve biologique (reservas biológicas);
- réserve de chasse et de la faune sauvage (reserva de caça e de fauna selvagem);
- réserve naturelle de Corse (reservas naturais da Córsega);
- réserve naturelle nationale (reservas naturais nacionais);
- réserve naturelle régionale (reservas naturais regionais);
- espace naturel sensible de département (espaços naturais sensíveis dos departamentos);
- arrêté préfectoral de biotope (portaria prefeitoral de biótopo);
- Site inscrit et site classé (sitios inscritos e afetados);
- Sites du Conservatoire de l’Espace Littoral et des Rivages Lacustres (CELRL) (sítios do Conservatório do Espaço Litoral e Lacustres);
- Sites Natura 2000.

A primeira grande lei francesa de proteção da natureza data de 1976. Em 2006, a lei do 14 de abril "modernizou" os parques nacionais, e isso permitiu que na sequencia fossem criados dois novos parques nacionais (dentre eles o parque nacional amazônico da Guiana, com 3,4 milhões de hectares de floresta tropical húmida). A dinâmica da "Grenelle de l’environnement", um amplo processo político de discussões e estabelecimento de objetivos, convidou a França a redefinir sua estratégia de criação de áreas protegidas e de conectividade entre elas. No ano de 2010 estabeleceu-se o objetivo de 2% do território terrestre metropolitano protegido por instrumentos "fortes", sendo que a área atualmente coberta por outros instrumentos mais flexíveis ultrapassa os 20% do território metropolitano.

## Diversidade de tipos de espaços protegidos

### Parques nacionais (parcs nationaux, PN)
Atualmente existem dez parques nacionais na França (artigos em francês):
- Parque nacional de Vanoise[4]
- Parque nacional de Port-Cros[5]
- Parque nacional dos Pirenéus[6]
- Parque nacional de Cévennes[7]
- Parque nacional dos Écrins[8]
- Parque nacional do Mercantour[9]
- Parque nacional da Guadeloupe[10]
- Parque nacional amazônico da Guiana[11]
- Parque nacional da Reunião[12]
- Parque nacional das Calanques[13]

Os parques nacionais ocupam uma superfície importante, em comparação com outros tipos de áreas protegidas do pais. O artigo 1 da lei de 14 de abril de 2006, que trata dos parques nacionais, estabelece seu objetivo principal como sendo a proteção do ambiente natural.
Organização espacial:  o "coração" é a área central do parque, onde é maximizado o objetivo de proteção do patrimonio natural. A "área de adesão" é orientada à proteção, mas também à valorização do patrimônio natural, e ao desenvolvimento sustentável. 

### Reservas naturais (réserves naturelles, RN)
- Reservas naturais são de pequeno tamanho, mais existem exemplos em contrário, como aquela de Alta Sabóia.
- Existem mais de 160 áreas protegidas desse tipo na França.
- Elas se encontram sob autoridade administrativa do préfet (não se confunde com a figura do prefeito do direito brasileiro), no caso das reservas nacionais, do presidente do conselho regional, no caso das regionais, e do presidente da coletividade territorial no caso da Córsega;
- Existe um organismo de amplitude nacional que federa essas áreas protegidas, chamado Réserves Naturelles de France, que embora juridicamente seja uma mera ONG, mais recentemente tem sido reconhecida de outras formas pelo direito.

### Portarias prefeiturais de proteção de biótopos (arrêtés préfectoraux de protection de biotope, APPB)
- As portarias prefeiturais de proteção de biótipos, como o nome indica, são emitidas pela prefeitura, e cumprem um papel de prevenção quanto ao desaparecimento de espécies protegidas da fauna não-doméstica e da flora não-cultivada.[15]
- Tratadas nos artigos L.441-1 e L.411-2, R411-15 e R.411-17 do Código Ambiental francês; e na circular no 90-95 de 27 de julho de 1990, relativa à proteção dos biótopos.

### Parques naturais regionais (parcs naturels régionaux, PNR)
Os parques naturais regionais franceses cumprem dois grandes objetivos: o desenvolvimento local e a preservação do ambiente natural.
Em detalhe, suas missões são:
- Proteger o patrimônio através de uma gestão do meio ambiente e das paisagens;
- Contribuir à planificação territorial;
- Favorecer os desenvolvimentos économico, social, cultural e a qualidade de vida da população local;
- Assegurar a acolhida, a informação e a educação do público;
- Realizar ações experimentais condizentes com seus outros objetivos.

Trata-se de uma politica contratual entre o Estado e os governos regionais. O organismo de gestão dos parques é normalmente um estabelecimento público que agrupa governos locais. Por fim, o comitê de gestão é composto por entre 15 e 30 pessoas.

### Sítios do Conservatório do Espaço Litoral e Lacustres (sites du Conservatoire de l’Espace Littoral et des Rivages Lacustres, CELRL)
- O Conservatoire du littoral é um estabelecimento publico criado em 1975;
- Dotado de fundos próprios, ele aplica uma política de aquisição fundiária, por uso de direito preferencial de compra de determinadas áreas, ou excepcionalmente por expropriação, com o objetivo de proteção definitiva dessas terras. A gestão dessas áreas é confiada às municipalidades, a outros governos da divisão política francesa, ou a ONG;[16]

### Sitios inscritos e afetados (sites inscrits et sites classés)
- Cada departamento francês estabelece uma lista de monumentos naturais e sítios cuja conservação ou preservação apresentam um interesse, do ponto de vista artístico, histórico, cultural, científico, lendário ou pitoresco.[17]
- São tratados no Código Ambiental francês no Título IV (Sites), artigos L. 341‑1 e seguintes.[18]

### Sítios Natura 2000 (sites Natura 2000)
Com a constituição da Rede Natura 2000, a Europa lançou-se na ambiciosa tarefa de criação de uma rede de sítios ecológicos cujos dois objetivos são: preservar a biodiversidade e valorizar o patrimônio natural desses territórios. A rede se estende por toda a Europa, de maneira a tornar coerente essa iniciativa de preservação das espécies e de seus habitats naturais.

### Zonas húmidas de importância internacional (Zones humides d'importance internationale)
Esses espaços foram criados como resultado da assinatura da Convenção de Ramsar relativa às zonas húmidas de importância internacional particularmente como habitats para espécies de aves aquáticas.